# 大和リアル・エステート・アセット・マネジメント
大和リアル・エステート・アセット・マネジメント株式会社（だいわ-）は、大和証券グループの不動産運用会社（投資顧問会社）。

## 沿革
- 2004年10月 - 株式会社ダヴィンチ・アドバイザーズにより株式会社ダヴィンチ・セレクトとして設立。
- 2005年6月 - 旧投信法上の投資信託委託業者に係る業務認可を取得。
- 2005年10月 - 大和証券オフィス投資法人を運用開始。
- 2007年9月 - 金融商品取引業者（投資運用業）として登録。
- 2009年7月 - 株主が株式会社大和証券グループ本社に変更、商号を大和リアル・エステート・アセット・マネジメント株式会社に変更。
- 2010年3月 - 投資助言・代理業を登録。
- 2012年5月 - 投資運用業を登録。
- 2012年5月 - 第二種金融商品取引業を登録。
- 2013年3月 - 大和証券レジデンシャル・プライベート投資法人を運用開始。
- 2014年3月 - 日本ヘルスケア投資法人を運用開始。
- 2018年6月 - 大和証券ホテル・プライベート投資法人を運用開始。
- 2018年10月 - 株式会社ミカサ・アセット・マネジメントとの合併。日本賃貸住宅投資法人を運用開始。
- 2020年3月 - 大和証券ロジスティクス・プライベート投資法人を運用開始。
- 2020年4月 - 日本賃貸住宅投資法人と日本ヘルスケア投資法人が合併、商号を大和証券リビング投資法人に変更。

## 運用ファンド
上場リート（J-REIT）
- 大和証券オフィス投資法人
- 大和証券リビング投資法人：日本賃貸住宅投資法人と日本ヘルスケア投資法人が合併

私募リート
- 大和証券レジデンシャル・プライベート投資法人
- 大和証券ホテル・プライベート投資法人
- 大和証券ロジスティクス・プライベート投資法人